# Oliver Valaker Edvardsen
Oliver Valaker Edvardsen (Bærum, 1999. március 19. –) norvég korosztályos válogatott labdarúgó, a holland Ajax csatára.

## Pályafutása

### Klubcsapatokban
Edvardsen a norvégiai Bærum községben született. Ifjúsági pályafutását a Drøbak-Frogn és a Strømsgodset csapatában kezdte, majd a Vålerenga akadémiájánál folytatta.
2019-ben mutatkozott be a Grorud felnőtt keretében. 2019 nyarán első osztályban szereplő Stabækhez igazolt. 2022. július 15-én hároméves szerződést kötött a holland első osztályban érdekelt Go Ahead Eagles együttesével. Először a 2022. augusztus 7-ei, AZ Alkmaar ellen 2–0-ra elvesztett mérkőzésen lépett pályára. Első gólját 2022. augusztus 13-án, a PSV Eindhoven ellen hazai pályán 5–2-es vereséggel zárult találkozón szerezte meg.
2025. január 31-én az Ajax szerződtette.

### A válogatottban
Edvardsen 2015-ben tagja volt a norvég U16-os válogatottnak.

## Statisztikák
2023. április 2. szerint
| Klub            | Szezon   | Osztály     | Bajnokság | Bajnokság | Kupa  | Kupa | Nemzetközi | Nemzetközi | Összesen | Összesen |
| Klub            | Szezon   | Osztály     | Meccs     | Gól       | Meccs | Gól  | Meccs      | Gól        | Meccs    | Gól      |
| --------------- | -------- | ----------- | --------- | --------- | ----- | ---- | ---------- | ---------- | -------- | -------- |
| Grorud          | 2019     | 2. divisjon | 17        | 10        | 2     | 2    | —          | —          | 19       | 12       |
| Stabæk          | 2019     | Eliteserien | 8         | 2         | 0     | 0    | —          | —          | 8        | 2        |
| Stabæk          | 2020     | Eliteserien | 29        | 6         | 0     | 0    | —          | —          | 29       | 6        |
| Stabæk          | 2021     | Eliteserien | 25        | 7         | 0     | 0    | —          | —          | 25       | 7        |
| Stabæk          | 2022     | OBOS-ligaen | 15        | 4         | 2     | 0    | —          | —          | 17       | 4        |
| Stabæk          | Összesen | Összesen    | 77        | 19        | 2     | 0    | 0          | 0          | 79       | 19       |
| Go Ahead Eagles | 2022–23  | Eredivisie  | 23        | 6         | 2     | 0    | —          | —          | 25       | 6        |
| Összesen        | Összesen | Összesen    | 117       | 35        | 6     | 2    | 0          | 0          | 123      | 37       |